# أنديرة كبيرة الأذينات
أنديرة كبيرة الأذينات (الاسم العلمي:Andira grandistipula) هي نوع من النباتات تتبع جنس الأنديرة من الفصيلة البقولية.